# Rodzina Savage
Rodzina Savage – amerykańska tragikomedia filmowa z 2007 roku.

## Opis fabuły
Wendy i Jon Savage są rodzeństwem. Oboje są zmuszeni pokonać dzielące ich od lat różnice, by wspólnie opiekować się starzejącym się ojcem. Mężczyzna nie interesował się swoimi dziećmi.

## Obsada
- Laura Linney – Wendy Savage
- Philip Seymour Hoffman – Jon Savage
- Philip Bosco – Lenny Savage
- Peter Friedman – Larry
- David Zayas – Eduardo
- Gbenga Akinnagbe – Jimmy
- Cara Seymour – Kasia

i inni

## Nagrody i nominacje
Oscary za rok 2007
- Najlepszy scenariusz oryginalny - Tamara Jenkins (nominacja)
- Najlepsza aktorka - Laura Linney (nominacja)

Złote Globy 2007
- Najlepszy aktor w komedii/musicalu - Philip Seymour Hoffman (nominacja)

Nagroda Satelita 2007
- Najlepsza aktorka dramatyczna - Laura Linney (nominacja)